# Газокомпресорна станція
Газокомпресорна станція (рос. газокомпрессорная станция, англ. gas compressor station, нім. Gasverdichtungsstation f, Erdgaskompressorstation f) — комплекс обладнання і споруд для підвищення тиску природного газу при його транспортуванні і зберіганні.
Осн. елемент Г.с. — газоперекачувальний агрегат. Г.с. бувають зі стаціонарними та блочноконтейнерними газоперекачувальними агрегатами.
Розрізняють:
- лінійні Г.с. магістральних газопроводів (частіше у цьому випадку застосовують термін Компресорна станція)

- Г.с. підземних газосховищ

- Г.с. для закачування газу в пласт.

На всіх Г.с. можуть використовуватися стаціонарні (з газотурбінним і електроприводами), блочно-контейнерні агрегати з авіаприводом і газомотокомпресори. Г.с. зі стаціонарними газоперекачувальними агрегатами містять: компресорний цех, устаткування пиловологовідділювачів, очищення, осушування і охолодження газу; запірну арматуру; мастилогосподарство; системи водо- і повітроохолодження мастила, електропостачання.
Лінійні Г.с. магістральних газопроводів призначені для підвищення в них робочого тиску, який знижується під час транспортування газу і відбирання його споживачами. Г.с. цього типу установлюють через кожних 90–150 км. Діапазон робочих параметрів Г.с.: ступінь стиснення 1,2–1,7, робочий тиск 5,5–7,5 МПа, потужність (сумарна всіх ГПА) 3–75 МВт, добова продуктивність 5—100 млн м3. Одинична потужність блочно-контейнерних газоперекачувальних агрегатів з авіаприводом від 6,3 до 16 МВт. Для агрегатів цього типу лінійних Г.с. великої потужності розроблено повнонапірні (із ступенем стиснення 1,5–1,7) нагнітачі з корпусами кульового і барельного типів з приводом від газотурбінного устаткування потужністю 6,3–96 МВт.
Г.с. підземних газосховищ служать для закачування в них природного газу. Робочий діапазон тисків Г.с. цього типу під час закачування газу 1,5–15 МПа. Природний газ компримується, як правило, в два етапи: спочатку стискають його від 2–2,4 до 4,9–5,4 МПа, потім до 11,7–14,7 МПа. Потужність Г.с. до 50–60 МВт. Г.с. для закачування газу в пласт використовуються в комплексі з переробкою природного газу на газоконденсатних родовищах, коли в період видобування необхідно підтримувати пластовий тиск газу для попередження утворення конденсату.